# فيكتور جولد
فيكتور جولد (بالإنجليزية: Victor Gold)‏ هو صحفي أمريكي، ولد في 25 سبتمبر 1928 في سانت لويس الشرقية ‏ في الولايات المتحدة، وتوفي في 5 يونيو 2017 في الإسكندرية في الولايات المتحدة.

## وصلات خارجية
- فيكتور جولد على موقع IMDb (الإنجليزية)